# Magdalena Rembacz
Magdalena Rembacz (ur. 3 stycznia 1976) – polska aktorka telewizyjna i filmowa, modelka.

## Kariera
Podczas studiów aktorskich zagrała w dwóch spektaklach w reżyserii Jana Machulskiego – Anielę w komedii Aleksandra Fredry Śluby panieńskie (1998) i tragedii szekspirowskiej Król Lear (1999) jako Regana. W 1999 ukończyła studia na Wydziale Aktorskim PWSFTviT w Łodzi.
Zagrała w serialach: Klan, Zostać miss, Pensjonat pod Różą, Na dobre i na złe, Kryminalni, Pierwsza miłość i sitcomach: Faceci do wzięcia oraz I kto tu rządzi?. Na dużym ekranie zadebiutowała niewielką rolą asystentki rejenta w komedii romantycznej Nigdy w życiu!. Później zagrała lekarkę w komedii sensacyjnej Dublerzy.
W grudniu 2006 w łódzkim Hotelu Grand podczas gali charytatywnej Coats – Ogrzej Serce firmy Coats Polska jako modelka prezentowała projekty Nataszy Pawłuczenko i komplet projektu Agnieszki Nowak. Pojawiła się w reklamie Telefonia Dialog (2007), Vanish (2007) i Winiary (2008). W latach 2009–2016 grała asystentkę detektywa Magdalenę Dębską w serialu dokumentalno-kryminalnym Malanowski i Partnerzy.

## Filmografia
- 2024: Malanowski. Nowe rozdanie – Magda Dębska (wspomnienie)
- 2020: M jak miłość – Aleksandra Zarychta, "opiekunka" Józefa Modrego
- 2015: Komisarz Alex – Martyna Dereń, matka Kuby Derenia (odc. 80)
- 2014: Na krawędzi 2 (odc. 3 i 5)
- 2011: Paradoks – terapeutka Ania (odc. 6)
- 2011: Komisarz Alex – żona Dębca (odc. 3)
- 2009-2016: Malanowski i partnerzy – Magda Dębska
- 2009: 39 i pół – pracownica
- 2007: Faceci do wzięcia – doktor Nina Konarska, partnerka Wiktora
- 2007: I kto tu rządzi? – Gabi Wiadomska
- 2007, 2009–2010: Pierwsza miłość – starszy aspirant Magda Krasny, policjantka z Wydziału Dochodzeniowo-Śledczego Komendy Miejskiej Policji we Wrocławiu
- 2006: Dublerzy – doktor Anna
- 2006: Dublerzy (serial tv) – doktor Anna
- 2006: Faceci do wzięcia – doktor Nina Konarska
- 2006: Na dobre i na złe – Grażyna Gajewska
- 2005: Kryminalni – Agnieszka Dworska, patolog w Krakowie
- 2004: Na dobre i na złe – Grażyna, narzeczona Stawskiego
- 2004: Nigdy w życiu! – asystentka rejenta
- 2004: Pensjonat pod Różą – pielęgniarka Krystyna
- 2003: Zostać miss 2 – komisarz Aldona „Żyleta” Żylecińska
- 2001: Zostać miss – Aldona „Żyleta” Żylecińska, uczestniczka konkursu
- 1997–2011: Klan – pacjentka doktora Pawła Lubicza

Źródło